# Diospyros sphaerosepala
Diospyros sphaerosepala là một loài thực vật có hoa trong họ Thị. Loài này được Baker mô tả khoa học đầu tiên năm 1885.